# Ugny-l'Équipée
Ugny-l'Équipée è un comune francese di 41 abitanti situato nel dipartimento della Somme nella regione dell'Alta Francia.

## Società

### Evoluzione demografica
Abitanti censiti